# Japan Soccer League 1965
La stagione 1965 è stata la prima edizione della Japan Soccer League, massimo livello del campionato giapponese di calcio.

## Avvenimenti

### Antefatti
Il 16 gennaio 1965, in occasione di un meeting a Hyogo, l'allora direttore tecnico uscente della nazionale Dettmar Cramer propose l'istituzione di una competizione nazionale che si affiancasse alla già esistente Coppa dell'Imperatore. Dopo la defezione da parte dei club universitari, che rinunciarono volutamente al progetto, si decise di coinvolgere otto squadre che rappresentavano i circoli sportivi di importanti aziende o gruppi finanziari (tra le altre, la Mitsubishi Heavy Industries, la Mazda e la Hitachi), scelte tra le prime classificate del già esistente campionato di categoria.
Come regolamento fu adottato il girone all'italiana con formula andata e ritorno e sistema di assegnazione dei punti che prevedeva due per la squadra vincente di un incontro, uno ciascuno in caso di pareggio e zero per la perdente. Le prime quattro squadre avrebbero inoltre ottenuto l'accesso alla Coppa dell'Imperatore, mentre le ultime due classificate avrebbero disputato un play-off interdivisionale che vedeva una sfida incrociata tra le finaliste dell'All Japan Senior Football Championship, istituita per l'occasione. Il regolamento previde, inoltre, l'adozione di maglie bianche per la squadra che giocava la gara in casa.

### Il campionato
Il torneo prese avvio il 6 giugno: il girone di andata, conclusosi dopo poco meno di un mese (4 luglio), vide la supremazia dello Yawata Steel, capace di perdere un solo punto dei 14 disponibili, peraltro tramite un pareggio nello scontro con la diretta avversaria alla corsa al titolo, il Toyo Kogyo. Nel corso del girone di ritorno, iniziato il 12 settembre, il Toyo Kogyo totalizzò punteggio pieno riuscendo a sorpassare i rivali: decisiva fu la vittoria per 3-2 nello scontro diretto disputato al National Stadium di Tokyo il 10 ottobre. Poco avvincente fu la bagarre per la qualificazione in Coppa dell'Imperatore, con l'Hitachi Head Office che, confermando dopo il giro di boa il rendimento del girone di andata, ottenne senza problemi il visto per il torneo nazionale. Sul fondo della classifica, lo Yanmar Diesel ebbe la permanenza garantita grazie alla rinuncia dell'Urawa Club nel disputare i playoff promozione/salvezza, mentre il Nagoya Bank evitò la retrocessione grazie ad un 5-1 ottenuto nella gara di andata contro il Nippon Kokan.

## Squadre

### Profili
| Club partecipanti   | Club partecipanti | Città      | Stagione 1964                                                   |
| ------------------- | ----------------- | ---------- | --------------------------------------------------------------- |
| Furukawa Electric   | dettagli          | Yokohama   | Quarti di finale della All Japan Business Football Championship |
| Hitachi Head Office | dettagli          | Koganei    | 2° in All Japan Business Football Championship                  |
| Mitsubishi HI       | dettagli          | Tokyo      | 4° in All Japan Business Football Championship                  |
| Nagoya Bank         | dettagli          | Nagoya     | Ottavi di finale della All Japan Business Football Championship |
| Toyo Kogyo          | dettagli          | Hiroshima  | 4° in All Japan Business Football Championship                  |
| Toyoda ALW          | dettagli          | Kariya     | Quarti di finale di All Japan Business Football Championship    |
| Yanmar Diesel       | dettagli          | Osaka      | sconosciuto                                                     |
| Nippon Steel        | dettagli          | Kitakyūshū | 1° in All Japan Business Football Championship                  |

### Allenatori
| Club                | Allenatore          |
| ------------------- | ------------------- |
| Furukawa Electric   | Ryūzō Hiraki        |
| Hitachi Head Office | Sconosciuto         |
| Mitsubishi HI       | Yoshisada Okano     |
| Nagoya Bank         | Yuki Matsuzaka      |
| Toyo Kogyo          | Yukio Shimomura     |
| Toyoda ALW          | Hisashi Miyamoto    |
| Yanmar Diesel       | Yoshiaki Furukawa   |
| Nippon Steel        | Tadashige Teranishi |

## Classifica finale
|                     | Pos. | Squadra             | Pt | G  | V  | N | P  | GF | GS | DR  |
| ------------------- | ---- | ------------------- | -- | -- | -- | - | -- | -- | -- | --- |
| Giappone (bandiera) | 1.   | Toyo Kogyo          | 26 | 14 | 12 | 2 | 0  | 44 | 9  | +35 |
|                     | 2.   | Nippon Steel        | 24 | 14 | 11 | 2 | 1  | 40 | 14 | +26 |
|                     | 3.   | Furukawa Electric   | 20 | 14 | 10 | 0 | 4  | 32 | 20 | +12 |
|                     | 4.   | Hitachi Head Office | 17 | 14 | 8  | 1 | 5  | 35 | 19 | +16 |
|                     | 5.   | Mitsubishi HI       | 9  | 14 | 4  | 1 | 9  | 24 | 39 | -15 |
|                     | 6.   | Toyoda ALW          | 7  | 14 | 2  | 3 | 9  | 16 | 31 | -15 |
|                     | 7.   | Yanmar Diesel       | 5  | 14 | 2  | 1 | 11 | 9  | 41 | -32 |
|                     | 8.   | Nagoya Bank         | 4  | 14 | 1  | 2 | 11 | 16 | 43 | -27 |

Legenda:

         Campione del Giappone e ammessa in Coppa dell'Imperatore 1965
         Ammessa in Coppa dell'Imperatore 1965
Note:
Due punti a vittoria, uno a pareggio, zero a sconfitta.

## Risultati

### Tabellone
|                     | Toy  | Yaw  | Fur  | Hit  | MHI  | TLW  | Yan  | Nag  |
| ------------------- | ---- | ---- | ---- | ---- | ---- | ---- | ---- | ---- |
| Toyo Kogyo          | –––– | 2-2  | 2-1  | 2-1  | 3-0  | 2-0  | 1-1  | 3-1  |
| Yawata Steel        | 2-3  | –––– | 1-0  | 2-1  | 3-1  | 4-1  | 1-0  | 3-1  |
| Furukawa Electric   | 0-6  | 1-3  | –––– | 1-0  | 5-0  | 2-0  | 3-1  | 5-1  |
| Hitachi Head Office | 0-4  | 1-1  | 2-3  | –––– | 4-0  | 4-0  | 4-1  | 6-1  |
| Mitsubishi HI       | 0-2  | 1-3  | 2-3  | 0-3  | –––– | 1-6  | 5-2  | 4-3  |
| Toyoda ALW          | 1-2  | 1-5  | 2-4  | 1-3  | 1-1  | –––– | 1-0  | 2-2  |
| Yanmar Diesel       | 0-11 | 0-7  | 0-1  | 1-3  | 0-1  | 1-0  | –––– | 2-1  |
| Nagoya Bank         | 0-1  | 1-3  | 0-3  | 2-3  | 1-8  | 0-0  | 2-0  | –––– |

### Spareggi promozione/salvezza
|              |     |              | Città e data               |
| ------------ | --- | ------------ | -------------------------- |
| Nippon Kokan | 1-5 | Nagoya Bank  | Yokohama, 23 novembre 1965 |
| Nagoya Bank  | 1-2 | Nippon Kokan | Nagoya, 25 novembre 1965   |

## Statistiche

### Classifiche di rendimento
| \| Andata \| Andata \| Ritorno \| Ritorno \| \| \| \| \| \| \| Yawata Steel \| 13 \| Toyo Kogyo \| 14 \| \| Toyo Kogyo \| 12 \| Yawata Steel \| 11 \| \| Furukawa Electric \| 10 \| Furukawa Electric \| 10 \| \| Hitachi Head Office \| 8 \| Hitachi Head Office \| 9 \| \| Mitsubishi HI \| 4 \| Mitsubishi HI \| 5 \| \| Toyoda ALW \| 3 \| Toyoda ALW \| 4 \| \| Yanmar Diesel \| 3 \| Nagoya Bank \| 3 \| \| Nagoya Bank \| 1 \| Yanmar Diesel \| 2 \| |        |                     |         |
| Andata | Andata | Ritorno             | Ritorno |
| |        |                     |         |
| Yawata Steel | 13     | Toyo Kogyo          | 14      |
| Toyo Kogyo | 12     | Yawata Steel        | 11      |
| Furukawa Electric | 10     | Furukawa Electric   | 10      |
| Hitachi Head Office | 8      | Hitachi Head Office | 9       |
| Mitsubishi HI | 4      | Mitsubishi HI       | 5       |
| Toyoda ALW | 3      | Toyoda ALW          | 4       |
| Yanmar Diesel | 3      | Nagoya Bank         | 3       |
| Nagoya Bank | 1      | Yanmar Diesel       | 2       |

### Primati stagionali
| Record - Maggior numero di vittorie: Toyo Kogyo (12) - Minor numero di sconfitte: Toyo Kogyo (0) - Miglior attacco: Toyo Kogyo (44) - Miglior difesa: Toyo Kogyo (9) - Miglior differenza reti: Toyo Kogyo (+35) - Maggior numero di pareggi: Toyoda ALW (3) - Minor numero di pareggi: Furukawa Electric (0) - Maggior numero di sconfitte: Yanmar Diesel e Nagoya Bank (11) - Minor numero di vittorie: Nagoya Bank (1) - Peggior attacco: Yanmar Diesel (9) - Peggior difesa: Nagoya Bank (43) - Peggior differenza reti: Yanmar Diesel (-32) |

### Classifica marcatori
| Gol |  |  | Giocatore        | Squadra             |
| --- |  |  | ---------------- | ------------------- |
| 15  |  |  | Mutsuhiko Nomura | Hitachi Head Office |
| 11  |  |  | Takayuki Kuwata  | Toyo Kogyo          |
| 11  |  |  | Nobuyuki Ōishi   | Nippon Steel        |
| 9   |  |  | Aritatsu Ogi     | Toyo Kogyo          |
| 9   |  |  | Ryuzo Okamitsu   | Toyo Kogyo          |